# Carretera de Borriol
CV-1520 - Carretera de Borriol, importante vía urbana de acceso oeste a la ciudad de Castellón que la comunica principalmente con la N-340 y la CV-151 dirección Borriol.

## Historia
La actual vía nace de la antigua  C-238 , que comunicaba Castellón con La Jana. Actualmente esta vía ha sido transferida a las diferentes administraciones (Ayuntamiento de Castellón y Generalidad Valenciana), que la han ampliado, duplicando sus carriles, y con aceras a ambos lados, además de carriles bici y demás zonas de esparcimiento.

## Recorrido
| Velocidad | Esquema                                                                    | Esquema | Esquema                                                                                                  | Notas |
| --------- | -------------------------------------------------------------------------- | ------- | --- | ----- |
|           | paseo Morella centro ciudad estación de FFCC-Bus                           |         | paseo de la Universidad ciudad universitaria                                                             |       |
|           | Inicio de la carretera de Borriol                                          |         | Fin de la carretera de Borriol                                                                           |       |
|           | cuadra Borriolenc Hospital General                                         |         | Escuela Oficial de Idiomas - EOI calle José María Mulet Ortíz                                            |       |
|           |                                                                            |         | avda. Vicente Sos Baynat Universidad Jaime I                                                             |       |
|           | rondas AP-7 E-15 Barcelona CV-149 Benicasim ecoparque Mercado de Abastos   |         | Universidad Jaime I rondas (futura prolongación) CV-16 Alcora CV-17 CV-189 Ribesalbes AP-7 E-15 Valencia |       |
|           | CASTELLÓN                                                                  |         | CASTELLÓN                                                                                                |       |
|           | Fin de la carretera de Borriol                                             |         | Inicio de la carretera de Borriol                                                                        |       |
|           | N-340 Benicasim - Tarragona N-340 Villarreal - Valencia AP-7 E-15 Valencia |         | caminos                                                                                                  |       |
|           | CV-151 CV-10 Borriol - Valencia                                            |         | |       |

- Datos: Q5753593